# Calciumfosfaat
Calciumfosfaat is een natuurlijk zout met als brutoformule Ca3(PO4)2. Het komt in de natuur voor als het mineraal whitlockiet. Calciumfosfaat bestaat uit calciumionen en fosfaationen, ionen die veel in het lichaam voorkomen. Het lichaam krijgt deze binnen door het consumeren van zuivel en groente. Beenweefsel bestaat voor een groot deel uit calciumfosfaat.
Calciumfosfaat kan gewonnen worden uit gesteenten. Calciumfosfaat kan ook gesynthetiseerd worden uit fosforzuur.
Het gebruik van calciumfosfaat in het dagelijks leven loopt ver uiteen. Calciumfosfaat wordt bijvoorbeeld gebruikt als zuurteregelaar in voedingsmiddelen en als broodverbeteraar in voeding. Het bindt ook metalen, versterkt antioxidant-activiteit en versterkt de structuur van ingeblikte groenten. Ten slotte wordt het gebruikt als antiklontermiddel en als schuurmiddel in tandpasta. Calciumfosfaat kreeg als voedingsadditief het E-nummer E341(c).
De aanvaardbare dagelijkse inname (ADI) van calcium is maximaal 70 mg/kg lichaamsgewicht.
Calciumfosfaat heeft geen bekende bijwerkingen.

## Andere calciumfosfaten
- Calciumwaterstoffosfaat
- Calciumdiwaterstoffosfaat